# Marest
Pour les articles homonymes, voir Marest (homonymie).
Marest est une commune française située dans le département du Pas-de-Calais en région Hauts-de-France. Ses habitants sont appelés les Marestois. La commune fait partie de la communauté de communes du Ternois.

## Géographie

### Localisation
Localisée dans le centre-est du département du Pas-de-Calais, Marest est une commune située, à vol d'oiseau, à 7 km au sud-ouest de la commune d'Auchel (aire d'attraction), à 10 km au nord de la commune de Saint-Pol-sur-Ternoise et à 32 km au nord-ouest de la commune d’Arras (chef-lieu d'arrondissement et préfecture du Pas-de-Calais).
Le territoire de la commune est limitrophe de ceux de quatre communes.
Les communes limitrophes sont  Bours, Camblain-Châtelain, Pernes et Pressy.

### Géologie et relief
La superficie de la commune est de 3,16 km2 ; son altitude varie de 75  à   118 m.

### Hydrographie
Le territoire de la commune est situé dans le bassin Artois-Picardie.
La commune est traversée par la Ferté, cours d'eau naturel non navigable de 5 km, qui prend sa source dans la commune de Valhuon et se jette dans la Clarence au niveau de la commune de Pernes. Deux affluents de La Ferté, qui prennent leur source dans la commune de Bours, le Marest et le Baloche, traversent également la commune de Marest.

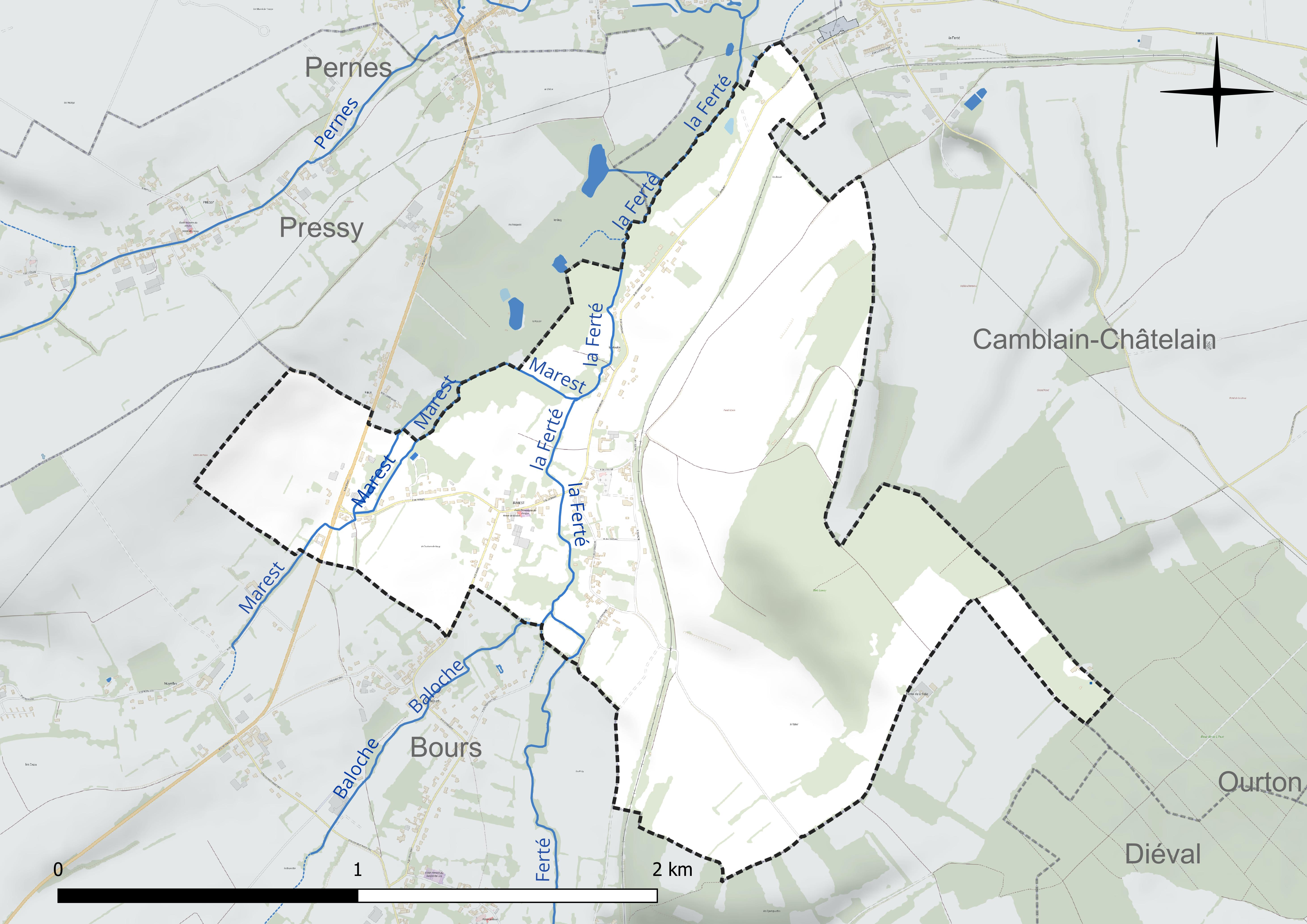
Réseau hydrographique de Marest.

### Climat
Pour des articles plus généraux, voir Climat des Hauts-de-France et Climat du Pas-de-Calais.
En 2010, le climat de la commune est de type climat océanique altéré, selon une étude du CNRS s'appuyant sur une série de données couvrant la période 1971-2000. En 2020, Météo-France publie une typologie des climats de la France métropolitaine dans laquelle la commune est exposée à un climat océanique et est dans la région climatique Côtes de la Manche orientale, caractérisée par un faible ensoleillement (1 550 h/an) ; forte humidité de l’air (plus de 20 h/jour avec humidité relative > 80 % en hiver), vents forts fréquents.
Pour la période 1971-2000, la température annuelle moyenne est de 10,1 °C, avec une amplitude thermique annuelle de 13,6 °C. Le cumul annuel moyen de précipitations est de 899 mm, avec 13,4 jours de précipitations en janvier et 8,5 jours en juillet. Pour la période 1991-2020, la température moyenne annuelle observée sur la station météorologique la plus proche, située sur la commune de Fiefs à 7 km à vol d'oiseau, est de 10,4 °C et le cumul annuel moyen de précipitations est de 1 070,6 mm,. Pour l'avenir, les paramètres climatiques de la commune estimés pour 2050 selon différents scénarios d'émission de gaz à effet de serre sont consultables sur un site dédié publié par Météo-France en novembre 2022.

### Milieux naturels et biodiversité

#### Espace protégé et géré
La protection réglementaire est le mode d’intervention le plus fort pour préserver des espaces naturels remarquables et leur biodiversité associée.
Dans ce cadre, le territoire de la commune fait partie d'un espace protégé : le marais de Pernes d’une superficie de 4,919 ha. Terrain géré (location, convention de gestion) par le Conservatoire d'espaces naturels des Hauts-de-France.

#### Espèces faunistiques et floristiques
L’Inventaire national du patrimoine naturel (INPN) recense plusieurs espèces faunistiques et floristiques sur le territoire de la commune dont certaines sont protégées et d’autres menacées et quasi-menacées.

## Urbanisme

### Typologie
Au 1er janvier 2024, Marest est catégorisée commune rurale à habitat dispersé, selon la nouvelle grille communale de densité à sept niveaux définie par l'Insee en 2022.
Elle est située hors unité urbaine. Par ailleurs la commune fait partie de l'aire d'attraction d'Auchel - Lillers, dont elle est une commune de la couronne,. Cette aire, qui regroupe 29 communes, est catégorisée dans les aires de 50 000 à moins de 200 000 habitants,.

### Occupation des sols
L'occupation des sols de la commune, telle qu'elle ressort de la base de données européenne d’occupation biophysique des sols Corine Land Cover (CLC), est marquée par l'importance des territoires agricoles (86,4 % en 2018), une proportion identique à celle de 1990 (86,4 %). La répartition détaillée en 2018 est la suivante : 
terres arables (56,1 %), prairies (22,4 %), forêts (13,6 %), zones agricoles hétérogènes (7,8 %). L'évolution de l’occupation des sols de la commune et de ses infrastructures peut être observée sur les différentes représentations cartographiques du territoire : la carte de Cassini (XVIIIe siècle), la carte d'état-major (1820-1866) et les cartes ou photos aériennes de l'IGN pour la période actuelle (1950 à aujourd'hui).

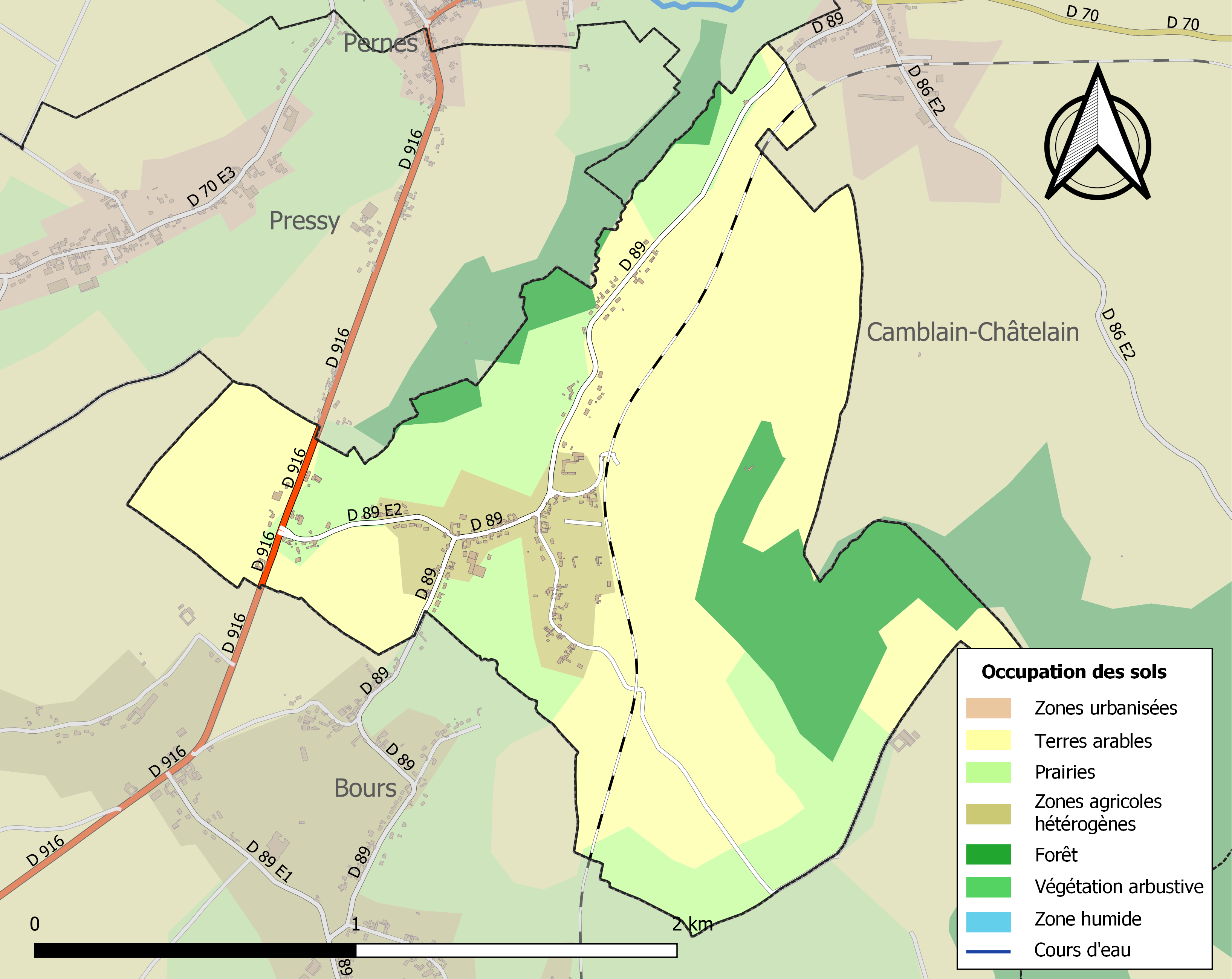
Carte des infrastructures et de l'occupation des sols de la commune en 2018 (CLC).

## Toponymie
Le nom de la localité est attesté sous les formes Marest en 1143-1144, Marischus en 1256, Marés au  XIVe siècle, Maresque en 1720, Marais ou Marest en 1761 ; Maretz en 1793 ; Marest depuis 1801.

## Politique et administration

### Découpage territorial
La commune se trouve dans l'arrondissement d'Arras du département du Pas-de-Calais.

#### Commune et intercommunalités
La commune faisait partie de la petite communauté de communes du Pernois créée fin 1993.
Dans le cadre de la réforme des collectivités territoriales françaises, par la loi de réforme des collectivités territoriales du 16 décembre 2010 (dite loi RCT)  destinée à permettre notamment l'intégration de la totalité des communes dans un EPCI à fiscalité propre, la suppression des enclaves et discontinuités territoriales et les modalités de rationalisation des périmètres des établissements publics de coopération intercommunale et des syndicats mixtes existants, cette intercommunalité fusionne avec sa voisine, la communauté de communes du pays d'Heuchin, formant le 1er janvier 2013 la communauté de communes des Vertes Collines du Saint-Polois.
Un nouveau mouvement de regroupement intercommunal intervient dans le cadre des dispositions de la loi portant nouvelle organisation territoriale de la République (Loi NOTRe) du 7 août 2015, qui prévoit que les établissements publics de coopération intercommunale (EPCI) à fiscalité propre doivent avoir un minimum de 15 000 habitants. À l'initiative des intercommunalités concernées, la Commission départementale de coopération intercommunale (CDCI) adopte le 26 février 2016 le principe de la fusion de :
- la communauté de communes de l'Auxillois, regroupant 16 communes dont une de la Somme et 5 217 habitants ;

- la communauté de communes de la région de Frévent, regroupant 12 communes et 6 567 habitants ;

- de la communauté de communes des Vertes Collines du Saint-Polois, regroupant 58 communes et 19 585 habitants

- de la communauté de communes du Pernois, regroupant 18 communes et 7 114 habitants. Le Schéma départemental de coopération intercommunale (SDCI), intégrant notamment cette évolution, est approuvé par un arrêté préfectoral du 30 mars 2016,.
La communauté de communes du Ternois, qui résulte de cette fusion et dont la commune fait désormais partie, est créée par un arrêté préfectoral qui a pris effet le 1er janvier 2017. La communauté de communes regroupe 103 communes et compte 37 469 habitants en 2021.

#### Circonscriptions administratives
La commune faisait partie depuis 1801 du canton d'Heuchin. Dans le cadre du redécoupage cantonal de 2014 en France, la commune est intégrée au canton de Saint-Pol-sur-Ternoise.

#### Circonscriptions électorales
Pour l'élection des députés, la commune fait partie de la sixième circonscription du Pas-de-Calais.

#### Liste des maires
| Période                                  | Période                    | Identité                 | Étiquette | Qualité                  |
| ---------------------------------------- | -------------------------- | ------------------------ | --------- | ------------------------ |
| Les données manquantes sont à compléter. |                            |                          |           |                          |
| 1814                                     | 1829                       | Thollier                 |           |                          |
| 1831                                     | 1833                       | François Beltremieux     |           |                          |
| 1835                                     | 1837                       | Charles Salmon           |           |                          |
| 1840                                     | 1847                       | Jean-Baptiste Quintin    |           |                          |
| 1851                                     | 1851                       | Albert Hermary           |           |                          |
| 1850                                     | 1852                       | Pierre Philippe Poiteaux |           |                          |
| 1855                                     | 1855                       | Louis Delahaye           |           |                          |
| 1858                                     | 1885                       | Louis Fumery             |           |                          |
| 1889                                     | 1890                       | Henry Fumery             |           |                          |
| Les données manquantes sont à compléter. |                            |                          |           |                          |
| mars 2001                                | 2014                       | Bernard Helleboid        |           |                          |
| mars 2014,                               | 2020                       | Joël Delplanque          |           | Professeur à la retraite |
| 28 mai 2020                              | En cours (au 28 mars 2022) | Bernard Helleboid        |           | Ancien cadre,            |

## Équipements et services publics

### Enseignement
Les enfants de la commune sont scolarisés par un regroupement pédagogique intercommunal qui rassemble Bours, Marest, Pressy et Sachin, soit 162 élèves en 2016. L'école de Marest est réhabilitée en 2017/2018, avec une importante amélioration de ses caractéristiques thermiques, afin que le bâtiment respecte désormais la norme bâtiment basse consommation (BBC).

## Population et société

### Démographie
Les habitants sont appelés les Marestois.

#### Évolution démographique
L'évolution du nombre d'habitants est connue à travers les recensements de la population effectués dans la commune depuis 1793. Pour les communes de moins de 10 000 habitants, une enquête de recensement portant sur toute la population est réalisée tous les cinq ans, les populations de référence des années intermédiaires étant quant à elles estimées par interpolation ou extrapolation. Pour la commune, le premier recensement exhaustif entrant dans le cadre du nouveau dispositif a été réalisé en 2008.

En 2022, la commune comptait 280 habitants, en évolution de −2,78 % par rapport à 2016 (Pas-de-Calais : −0,72 %, France hors Mayotte : +2,11 %).
| 1793 | 1800 | 1806 | 1821 | 1831 | 1836 | 1841 | 1846 | 1851 |
| ---- | ---- | ---- | ---- | ---- | ---- | ---- | ---- | ---- |
| 138  | 168  | 119  | 135  | 187  | 204  | 193  | 201  | 190  |

| 1856 | 1861 | 1866 | 1872 | 1876 | 1881 | 1886 | 1891 | 1896 |
| ---- | ---- | ---- | ---- | ---- | ---- | ---- | ---- | ---- |
| 196  | 193  | 209  | 216  | 232  | 227  | 226  | 215  | 204  |

| 1901 | 1906 | 1911 | 1921 | 1926 | 1931 | 1936 | 1946 | 1954 |
| ---- | ---- | ---- | ---- | ---- | ---- | ---- | ---- | ---- |
| 221  | 224  | 250  | 235  | 211  | 195  | 185  | 219  | 262  |

| 1962 | 1968 | 1975 | 1982 | 1990 | 1999 | 2006 | 2008 | 2013 |
| ---- | ---- | ---- | ---- | ---- | ---- | ---- | ---- | ---- |
| 246  | 228  | 215  | 242  | 240  | 242  | 261  | 266  | 288  |

| 2018 | 2022 | - | - | - | - | - | - | - |
| ---- | ---- | - | - | - | - | - | - | - |
| 283  | 280  | - | - | - | - | - | - | - |

#### Pyramide des âges
En 2018, le taux de personnes d'un âge inférieur à 30 ans s'élève à 30,8 %, soit en dessous de la moyenne départementale (36,7 %). De même, le taux de personnes d'âge supérieur à 60 ans est de 24,4 % la même année, alors qu'il est de 24,9 % au niveau départemental.
En 2018, la commune comptait 134 hommes pour 149 femmes, soit un taux de 52,65 % de femmes, légèrement supérieur au taux départemental (51,50 %).
Les pyramides des âges de la commune et du département s'établissent comme suit.
| Hommes | Classe d’âge | Femmes |
| ------ | ------------ | ------ |
| 0,7    | 90 ou +      | 1,3    |
| 4,5    | 75-89 ans    | 9,4    |
| 16,4   | 60-74 ans    | 16,1   |
| 31,3   | 45-59 ans    | 27,5   |
| 15,7   | 30-44 ans    | 15,4   |
| 11,9   | 15-29 ans    | 20,1   |
| 19,4   | 0-14 ans     | 10,1   |

| Hommes | Classe d’âge | Femmes |
| ------ | ------------ | ------ |
| 0,5    | 90 ou +      | 1,6    |
| 5,6    | 75-89 ans    | 8,9    |
| 16,7   | 60-74 ans    | 18,1   |
| 20,2   | 45-59 ans    | 19,2   |
| 18,9   | 30-44 ans    | 18,1   |
| 18,2   | 15-29 ans    | 16,2   |
| 19,9   | 0-14 ans     | 17,9   |

## Culture locale et patrimoine

### Lieux et monuments
- L'église Saint-Vaast.
- Le monument aux morts[45].

### Héraldique
| Blason de Marest | Blason  | Écartelé : aux 1er et 4e d'or plain, aux 2e et 3e de gueules à trois maillets d'or. |
| Blason de Marest | Détails | Le statut officiel du blason reste à déterminer.                                    |

## Pour approfondir

#### Bases de données, dictionnaires et encyclopédies
- Ressources relatives à la géographie :   - Insee (communes)
  - Ldh/EHESS/Cassini
- Ressource relative à plusieurs domaines :   - Annuaire du service public français
- Notices d'autorité :   - BnF (données)